# Bulbul à menton jaune
Pycnonotus xantholaemus
Espèce
Statut de conservation UICN

 LC A2ac+3c+4c;C2a(i) : Préoccupation mineure
Le Bulbul à menton jaune (Pycnonotus xantholaemus) est une espèce de passereau de la famille des Pycnonotidae.

## Répartition
Il est endémique de l'Inde.

## Habitat
Il habite les broussailles sur les affleurements et les collines rocheux dont beaucoup sont menacés par des carrières de granit.

## Description
Il est gris-olive sur le dos avec une gorge, le dessous et l'extrémité de la queue jaunes. La tête est claire alors que la poitrine et le ventre sont gris. Il ressemble au Bulbul à sourcils blancs mais celui-ci a un sourcil mais pas la gorge jaune.
Le nom de Konda-Poda-Pigli en télougou a été constaté par T. C. Jerdon.